# Alepu
Alepu (en búlgaro: Алепу) es un pantano en la costa búlgara del Mar Negro, situado en la provincia de Burgas, 6,5 kilómetros al sur de la ciudad turística de Sozopol. Tiene 3,3 kilómetros de longitud y hasta 320 metros de anchura, con un área de 167 hectáreas. Desde 1986, el área ha sido designada como reserva natural, debido a la gran variedad de aves acuáticas raras y protegidas que viven allí, lo que ha despertado el interés por parte de ornitólogos locales y extranjeros. Las dunas de arena adyacentes a la reserva han sido designadas como protegidas. Debido a la débil protección de las autoridades locales, la caza ilegal y la pesca siguen siendo una amenaza a la reserva. Forma parte del Área Importante de Aves Ropotamo.